# Isole dei Pinguini
Le isole dei Pinguini o isole Angra Pequena o isole del Guano (in inglese Penguin Islands o Angra Pequena Islands o Guano Islands, in afrikaans Pikkewyn-eilande, in tedesco Pinguininseln, letteralmente "isole Pinguino") sono un gruppo di isole e scogli situate per un'estensione di 355 km lungo la linea costiera della Namibia. L'isola maggiore è Possession, con una superficie di 0,90 km². L'isola Hollam's Bird è la più settentrionale e, con una distanza di 10,3 km, la più lontana dalla costa. La superficie complessiva delle isole è di circa 2 km². La denominazione Angra Pequena si riferisce al nome portoghese di Lüderitz (Namibia), utilizzato dal XVI secolo fino alla fine del XIX secolo.
Ricche di guano e in posizione strategica, le isole furono annesse dal Regno Unito dal 1861 al 1867 e incorporate formalmente nella Colonia del Capo nel 1874. Nel 1886 la Germania riconobbe le isole come britanniche; in tal modo, benché prossime alla terraferma, esse non fecero parte dell'Africa Tedesca del Sud-Ovest.
Nel 1990 l'Africa del Sud-Ovest divenne indipendente con il nome di Namibia. Tuttavia, le isole dei Pinguini (così come la Walvis Bay) rimasero sotto la sovranità del Sudafrica, che così manteneva una Zona economica esclusiva al largo della costa namibiana. Infine, dopo ulteriori negoziati, alla mezzanotte del 28 febbraio 1994 la sovranità sulle isole e sulla Walvis Bay venne formalmente trasferita alla Namibia.

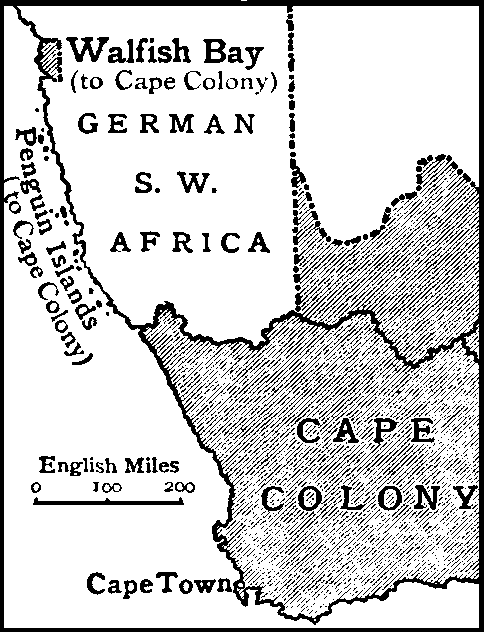
Mappa delle Isole dei Pinguini con la Colonia del Capo nel 1911

## Le isole
Dalla più settentrionale alla più meridionale, storicamente le isole dei Pinguini sono le seguenti:
| Isola                                   | Superficie ha | Coordinate                                  |
| --------------------------------------- | ------------- | ------------------------------------------- |
| Hollam's Bird Island (o Hollandsbird)   | 1             | 24°38′22″S 14°31′51″E                       |
| Mercury Island                          | 3             | 25°43′10″S 14°49′58″E                       |
| Ichaboe Island                          | 6,5           | 26°17′20″S 14°56′11″E                       |
| Seal Island (nella baia di Lüderitz)    | 44            | 26°35′45″S 15°09′22″E                       |
| Penguin Island (nella baia di Lüderitz) | 36            | 26°37′00″S 15°09′14″E                       |
| Halifax Island                          | 10            | 26°39′04″S 15°04′47″E                       |
| Long Island - Nord - Sud                | 0,8           | 26°49′10″S 15°07′30″E 26°49′54″S 15°07′41″E |
| Possession Island                       | 90            | 27°00′45″S 15°11′37″E                       |
| Albatross Rock                          | 2             | 27°07′08″S 15°14′17″E                       |
| Pomona Island                           | 3             | 27°11′37″S 15°15′28″E                       |
| Plumpudding Island                      | 1             | 27°38′30″S 15°30′49″E                       |
| Sinclair's Island (o Roastbeef Island)  | 3             | 27°39′55″S 15°31′13″E                       |